# Nl (Unix)
nl è un'utilità e filtro Unix per numerare le linee, sia da un file che dallo standard input, riproducendo l'output sullo standard output.
Permette, tramite apposite argomenti, di numerare tutte le linee (comprese quelle composte solamente da newline) o solamente quelle che contengono una stringa che soddisfa un'espressione regolare.

## Storia
nl è parte del X/Open Portability Guide a partire dal 1987. È stato ereditato nella prima versione dello standard POSIX.1 e nelle Single Unix Specification. È apparso per la prima volta nel sistema operativo System V versione 2.
La versione di nl inclusa in GNU coreutils è stata scritta da Scott Bartram e David MacKenzie.

## Sintassi
Il comando ha una serie di opzioni:
- a - numera tutte le righe
- t - righe numeriche con solo testo stampabile
- n - nessuna numerazione di riga
- stringa - numera solo le righe che contengono l'espressione regolare definita nella stringa fornita.

L'opzione predefinita applicata è t.
nl supporta anche alcune opzioni della riga di comando.

## Esempio
```
 
$
 
nl
 
tf

   
1
 
echo
 
press
 
cr

   
2
 
read
 
cr

   
3
 
done

```

L'esempio seguente numera solo le righe che iniziano con la lettera M maiuscola (che corrisponde all'espressione regolare /^M/). Il nome del file è facoltativo.
```
$ 
nl
 
-b
 
p^M
 
nome_file

    mela

  1 Mela

    BANANA

  2 Melone

    fragola

```

Può essere utile in alternativa a grep -n:
```
$ 
cat
 
nome_file

aaaa

bbbb

cccc

dddc

$ 
nl
 
nome_file
 
|
 
grep
 
cccc

  3 cccc

```